# Список авіаційних пригод на території УРСР
Список включає лише ті випадки про які повідомляли у відкритих джерелах. Втрати не включають знищені літальні апарати за межами УРСР.

Відлік йде до 26 грудня 1991 року, дати формального припинення існування СРСР. 

## Перелік
| #  | дата       | тип       | місце                                    | на борту | загинуло | подробиці                                       |
| -- | ---------- | --------- | ---------------------------------------- | -------- | -------- | ----------------------------------------------- |
| 1  | 17.08.1957 | Іл-14     | Київ                                     | 5        | 15       | Зіткнення у повітрі                             |
| 2  | 17.08.1957 | Іл-14     | Київ                                     | 4        | 15       | Зіткнення у повітрі                             |
|    |            |           |                                          |          |          |                                                 |
| 3  | 07.01.1972 | Ту-22П    | Кримська область                         | 3        | 1        | Помилка екіпажу                                 |
| 4  | 18.05.1972 | Ан-10     | Харків                                   | 122      | 122      | Загинули всі 122 людини які перебували на борту |
| 5  | 11.08.1972 | Мі-6      | Херсон                                   | 19       | 14       | Зіткнення двох бортів                           |
| 6  | 11.08.1972 | Ан-2      | Херсон                                   | 19       | 14       | Зіткнення двох бортів                           |
| 7  | 22.05.1973 | Ту-22Р    | Чорне море                               | 3        | 0        | Технічна несправність                           |
| 8  | 30.05.1973 | Ту-16     | Кримська область                         | 6        | 6        | Технічна несправність                           |
| 9  | 30.10.1974 | Ту-22Р    | Кримська область                         | 3        | 3        | Технічна несправність                           |
| 10 | 06.06.1975 | Ту-22У    | Кримська область                         | 3        | 2        | Технічна несправність                           |
| 11 | 23.06.1977 | Ту-22Р    | Кримська область                         | 3        | 3        | Технічна несправність                           |
| 12 | 12.04.1978 | Ту-22Р    | Рівненська область                       | 3        | 3        | Не встановлено                                  |
| 13 | 17.11.1978 | Ту-16К-10 | Кримська область                         | 6        | 3        | Помилка екіпажу                                 |
| 14 | 11.08.1979 | Ту-134    | Дніпродзержинськ                         | 94       | 94       | Зіткнення у повітрі                             |
| 15 | 11.08.1979 | Ту-134    | Дніпродзержинськ                         | 94       | 94       | Зіткнення у повітрі                             |
|    |            |           |                                          |          |          |                                                 |
| 16 | 03.05.1985 | Ан-26     | Львівська область                        | 79       | 79       | Зіткнення у повітрі                             |
| 17 | 03.05.1985 | Ту-134А   | Львівська область                        | 79       | 79       | Зіткнення у повітрі                             |
| 18 | 02.10.1986 | Мі-8      | Київська область                         | 4        | 4        | Впав під час гасіння ЧАЕС                       |
| 19 | 19.02.1987 | Ан-26     | Вінницька область                        | 9        | 9        | Помилка екіпажу                                 |
| 20 | 23.02.1987 | МіГ-23МЛД | Кіровоградська область                   | 1        | 0        | Технічна несправність                           |
| 21 | 02.04.1987 | Іл-76М    | Кримська область                         | 8        | 8        | Зіткнення у повітрі                             |
| 22 | 02.04.1987 | Іл-76М    | Кримська область                         | 8        | 8        | Зіткнення у повітрі                             |
| 23 | 27.04.1988 | Ту-16Е    | Львівська область                        | 6        | 6        | Помилка екіпажу                                 |
| 24 | 13.03.1989 | Ан-26К    | Азовське море                            | 6        | 6        | Зіткнення із птахом                             |
| 25 | 28.09.1989 | Ан-32     | Чернігівська область                     | 9        | 9        | Технічна несправність                           |
|    |            |           |                                          |          |          |                                                 |
| 26 | 21.05.1990 | Ту-22Р    | Кримська область                         | 4        | 2        | Технічна несправність                           |
| 27 | 01.08.1990 | МіГ-29УБ  | Кримська область                         | 2        | 0        | Технічна несправність                           |
| 28 | 23.08.1990 | Іл-20М    | аеродром «Кача», Кримська область        | ?        | 0        | Людський фактор                                 |
| 29 | 18.09.1990 | Ту-16     | узбережжя Чорного моря, Кримська область | 6        | 5        | Технічна несправність                           |
| 30 | 23.10.1990 | Ту-16П    | аеродром «Октябрьське», Кримська область | 6        | 1        | Технічна несправність                           |
| 31 | 20.06.1991 | Мі-2      | Амвросіївський район, Донецька область   | 1        | 1        | Технічна несправність                           |